# Сахарова, Анна Гавриловна
Анна Гавриловна Сахарова (ок. 1850 — 1900) — русская писательница-беллетрист, переводчик и журналист.

## Биография
Родилась в дворянской семье, по разным сведениям в 1847, 1851 или 1852 году. Отец, Гавриил Александрович Сахаров (1817—1865) — действительный статский советник, директор канцелярии Государственного контроля.
Получила домашнее образование и, выдержав экзамен в университете на звание учительницы, преподавала английский язык в одной из петербургских гимназий.
Её переводы, преимущественно с польского, немецкого и английского языков, печатались в журналах: «Игрушечка», «Детское чтение», «Родник», «Семья и школа», «Живописное обозрение» и других. Многие переводы вышли отдельными изданиями, в их числе: «Прогресс и бедность» Генри Джорджа (СПб., 1896), «Спиноза : Жизнь мыслителя» Б. Ауэрбаха (СПб., 1894); переводы художественных произведений — «Слово» Георга Эберса (СПб., 1895), «Ученические годы Вильгельма Мейстера» Вольфганга Гёте (СПб., 1897), «Форпост» Болеслава Пруса (СПб., 1887), «Сильвек с погоста» Э. Оржешковой (с которой была дружна). Также печатала собственные произведения: «Сказки для детей» (СПб.: издание М. М. Ледерле, 1895 (тип. П. П. Сойкина). — 85, [2] с. : ил.).
Писала также статьи по педагогическим и женским вопросам.
Умерла в Санкт-Петербурге 31 марта (13 апреля) 1900 года. Похоронена на Волковском православном кладбище.